# Macrotarsomys ingens
Macrotarsomys ingens es una especie de roedor de la familia Nesomyidae. Está clasificada como una especie en peligro crítico debido a la pérdida del hábitat.

## Distribución geográfica
Se encuentra sólo en Madagascar.

## Estado de conservación
Se encuentra amenazada de extinción por la pérdida de su hábitat natural.